# Episodi de La vita secondo Jim (ottava stagione)
L'ottava e ultima stagione della serie televisiva La vita secondo Jim (According to Jim) è composta da 18 episodi, trasmessi in prima visione negli Stati Uniti d'America da ABC dal 2 dicembre 2008 al 2 giugno 2009.
In Italia è stata trasmessa in prima visione assoluta dal 17 giugno al 14 ottobre 2009, ma non è chiaro su quale canale. Secondo Il mondo dei doppiatori infatti la stagione è stata trasmessa per la prima volta su Fox , mentre secondo Movietele è stata trasmessa per la prima volta su Italia 1.
| nº | Titolo originale                   | Titolo italiano                   | Prima TV USA     | Prima TV Italia   |
| -- | ---------------------------------- | --------------------------------- | ---------------- | ----------------- |
| 1  | The Blankie                        | La copertina                      | 2 dicembre 2008  | 17 giugno 2009    |
| 2  | The New Best Friend                | La nuova amica del cuore          | 2 dicembre 2008  | 24 giugno 2009    |
| 3  | Jami McFame                        | Un concerto importante            | 9 dicembre 2008  | 1º luglio 2009    |
| 4  | Andy's Proposal                    | La proposta di matrimonio di Andy | 9 dicembre 2008  | 8 luglio 2009     |
| 5  | Two for the Money                  | Divi gemelli                      | 16 dicembre 2008 | 15 luglio 2009    |
| 6  | Cabin Boys                         | La baita                          | 30 dicembre 2008 | 22 luglio 2009    |
| 7  | The Ego Boost                      | Il piacere dell'ego               | 14 aprile 2009   | 29 luglio 2009    |
| 8  | The Yoga Bear                      | Yoga per Jim                      | 14 aprile 2009   | 5 agosto 2009     |
| 9  | Kyle's Crush                       | La cotta di Kyle                  | 21 aprile 2009   | 12 agosto 2009    |
| 10 | The Meaningful Gift                | Il regalo significativo           | 21 aprile 2009   | 19 agosto 2009    |
| 11 | The Daddy Way                      | Il gruppo dei padri               | 28 aprile 2009   | 26 agosto 2009    |
| 12 | Physical Therapy                   | Fisioterapia                      | 28 aprile 2009   | 2 settembre 2009  |
| 13 | The Cooler One                     | Il padre più fico                 | 12 maggio 2009   | 9 settembre 2009  |
| 14 | Happy Jim                          | Un Jim "felice"                   | 12 maggio 2009   | 16 settembre 2009 |
| 15 | King of the Nerds                  | Il re dei nerds                   | 26 maggio 2009   | 23 settembre 2009 |
| 16 | I Hate the High Road               | La cattiva strada                 | 26 maggio 2009   | 30 settembre 2009 |
| 17 | Diamonds Are a Ghoul's Best Friend | La collana stregata               | 2 giugno 2009    | 7 ottobre 2009    |
| 18 | Heaven Opposed to Hell             | Processo celestiale               | 2 giugno 2009    | 14 ottobre 2009   |

## La copertina
- Titolo originale: The Blankie
- Diretto da: Larry Joe Campbell
- Scritto da: Sung Suh

### Trama
Jim incolpa i bambini di aver perso una delle coperte dei gemelli e come punizione li obbliga a svolgere le faccende domestiche.
- Guest star: Tara Strong (voce dei bambini che piangono)

## La nuova amica del cuore
- Titolo originale: The New Best Friend
- Diretto da: Steve Zuckerman
- Scritto da: Judd Pilot e John Peaslee

### Trama
Dopo che Dana si è trasferita, Jim deve trovare a Cheryl una nuova migliore amica il prima possibile.
- Guest star: Mo Collins (Emily)

## Un concerto importante
- Titolo originale: Jami McFame
- Diretto da: Jim Belushi
- Scritto da: Sung Suh

### Trama
Jim e la sua band vincono un concorso, offrendo loro l'opportunità di suonare per la famosa bambina Jami McFame.
- Guest star: Andrea Bendewald (Sheila), Jamison Belushi (Jami McFame), Tony Braunagel (Tony), John Rubano (John)

## La proposta di matrimonio di Andy
- Titolo originale: Andy's Proposal
- Diretto da: Jim Belushi
- Scritto da: Warren Bell e Christopher J. Nowak

### Trama
Andy pianifica una proposta di matrimonio alla sua ragazza, che viene rapidamente interrotta quando Andy scopre che Emily ha un appuntamento con un altro uomo.
- Guest star: Mo Collins (Emily), Jere Burns (Jerry)

## Divi gemelli
- Titolo originale: Two for the Money
- Diretto da: Steve Zuckerman
- Scritto da: Jon D. Beck e Ron Hart

### Trama
Jim, in un ultimo disperato tentativo di guadagnare soldi per i regali di Natale dei suoi cinque figli, fa ottenere ai suoi gemelli un ruolo in un film al fianco di Steve Guttenberg.
- Guest star: Steve Guttenberg (se stesso), Rob Moran (regista), April Hall (cantante natalizio n°1), Glen Clark (cantante natalizio n°2), Dillon O'Brian (cantante natalizio n°3), Julie Delgado (cantante natalizio n°4)

## La baita
- Titolo originale: Cabin Boys
- Diretto da: Philip Charles MacKenzie
- Scritto da: Judd Pilot e John Peaslee

### Trama
Jim e Andy organizzano un ritiro nella baita della ragazza di Andy, insieme all'ex marito di Emily.
- Guest star: Jere Burns (Jerry), Dot-Marie Jones (Betty), Diane Delano (Mo), David Mattey (Piccolo il barista)

## Il piacere dell'ego
- Titolo originale: The Ego Boost
- Diretto da: Jim Belushi
- Scritto da: Warren Bell e Christopher J. Nowak

### Trama
Jim e Andy si trovano in un nuovo locale dove per puro caso incontrano Victoria, l'ex di Jim, che è la proprietaria del nuovo locale (grazie alla ricetta rubata a l'ex marito che a sua volta l'aveva tradita). Lei sembra ancora invaghita di Jim e questo lo fa sentire ancora un uomo attraente. Tornato a casa ne parla con Cheryl, ma lei non sembra affatto gelosa anzi gli spiega che è del tutto normale. Il giorno dopo, Jim viene invitato a cena da Victoria, ma con lui ci sarà Andy per tranquillizzarlo da una possibile notte di passione con Victoria, visto che Cheryl non era in casa perché si trovava in California a trovare Dana. Durante la cena, Andy pensa che Victoria sia innamorata di lui, ma Jim non è d'accordo anche se con gran stupore Victoria accetta la corte di Andy lasciando Jim confuso. Il giorno dopo, Andy e Victoria cenano insieme e tutto sembra andare per il meglio finché non arriva Jim che cerca in tutti i modi di attirare l'attenzione di Victoria senza riuscirci, questo lo fa cadere in depressione e Cheryl, tornando dalla California, lo trova sul tavolino ubriaco; Cheryl gli spiega che ha sbagliato, ma Jim dà la colpa alla moglie chiedendo più attenzioni. Andy lascia Victoria perché mentre i due copulavano la donna continuava a gridare il nome di Jim e questo fa di nuovo contento Jim.
- Guest star: Constance Marie (Victoria), Jennifer Candy (barista)

## Yoga per Jim
- Titolo originale: The Yoga Bear
- Diretto da: Penny Marshall
- Scritto da: David Feeney

### Trama
Jim è geloso dell'istruttore di yoga di Cheryl così si unisce al corso per tenere d'occhio la situazione.
- Guest star: Patrick Fabian (Daniel)

## La cotta di Kyle
- Titolo originale: Kyle's Crush
- Diretto da: Jim Belushi
- Scritto da: John D. Beck e Ron Hart

### Trama
Kyle confessa a Jim di avere una cotta per Mandy, l'insegnante di piano di Ruby. Jim ne è entusiasta infatti cerca di dare consigli al figlio per conquistare le ragazze, così Kyle con l'aiuto del padre chiede un appuntamento a Mandy, ma Jim non sa che Andy ha un interesse per Mandy. Mandy, credendo di non contare nulla per Andy, accetta la proposta di Kyle allora Andy confessa a Jim di essere innamorato di Mandy e cerca di convincere Kyle a rinunciare all'appuntamento rimediato, ma non ci riesce. Così durante l'appuntamento Kyle riesce a prendere confidenza con Mandy e chiede qualche consiglio al padre; Jim comunque spiega al figlio che le donne adulte sono molto difficili da conquistare e così Kyle decide di uscire con ragazze della sua età. Alla fine Kyle pianta Mandy e Andy dichiara il suo amore all'insegnante di piano.
- Guest star: Jackie Debatin (Mandy)

## Il regalo significativo
- Titolo originale: The Meaningful Gift
- Diretto da: Philip Charles MacKenzie
- Scritto da: David Feeney

### Trama
Andy, nel disperato tentativo di impressionare Mandy con il regalo di compleanno perfetto, chiede consiglio a Jim. Jim sconsiglia di regalare gioielli costosi, esortando invece Andy a fare un regalo sentimentale per conquistarla.
- Guest star: Jackie Debatin (Mandy)

## Il gruppo dei padri
- Titolo originale: The Daddy Way
- Diretto da: Steve Zuckerman
- Scritto da: David Feeney

### Trama
Quando Cheryl convince Jim a ospitare un gruppo "Io e papà", Jim coglie l'occasione per trasformarlo in un evento di corse per bambini.
- Guest star: Robert Belushi (Phil), Harry Hannigan (Harry), Rachel Sondag (Soan), Madison Dirks (Todd)

## Fisioterapia
- Titolo originale: Physical Therapy
- Diretto da: Penny Marshall
- Scritto da: John D. Beck e Ron Hart

### Trama
Andy gioca a football sulla neve con Jim, nonostante l'avvertimento della sua ragazza Mandy. Durante il gioco, Andy si infortuna e cerca, con l'aiuto di Jim, di nascondere le sue ferite a Mandy.
- Guest star: Garry Marshall (dottore), Jackie Debatin (Mandy), Anastasia Ganias (Megan), Roland Kickinger (Sven)

## Il padre più fico
- Titolo originale: The Cooler One
- Diretto da: Larry Joe Campbell
- Scritto da: Sung Suh

### Trama
Jim cerca di essere il papà più figo per impressionare gli amici di Ruby, ma presto si rende conto che lei lo sta solo manipolando per avere privilegi che Cheryl non concederebbe mai.
- Guest star: Lacey Ellison (Micaela), Alec Hogan (Josh), Jim Ward (annunciatore)

## Un Jim Felice
- Titolo originale: Happy Jim
- Diretto da: Lauren Breiting
- Scritto da: Judd Pilot e John Peaslee

### Trama
Jim si fa male utilizzando la lucidatrice e per alleviare il dolore utilizza degli antidolorifici, diventando più buono, tranquillo e gentile con tutti. Sfruttando la situazione, Kyle confessa al padre di aver lasciato il baseball e Ruby ammette che ruba i soldi a sua madre (anche Jim ammette di rubare i soldi a Cheryl), mentre Andy ammette di aver utilizzato del denaro per divertirsi con delle ragazze. Stordito dagli antidolorifici, Jim perdona tutti. Il giorno dopo, Jim smette di usare gli antidolorifici e torna a essere l'uomo di un tempo, ma Andy riesce a fargli bere della birra contenente antidolorifici e Jim torna a essere una persona gentile e affettuosa. Cheryl scopre che Andy è il colpevole del comportamento del marito, ma Andy convince la sorella a continuare a somministrargli antidolorifici per impedirgli di rovinare il party che Cheryl aveva organizzato, così escogitano un piano per infortunare di nuovo Jim. Il piano però fallisce e Jim scopre tutto incastrando Andy, così durante la festa Jim fa finta di utilizzare ancora gli antidolorifici, ma Andy rivela a Cheryl che Jim sta soltanto fingendo. Alla fine Jim spiega alla moglie che lui sa essere piacevole anche senza antidolorifici e i due fanno la pace.
- Guest star: Wendy Benson-Landes (Meredith), Joe Liss (Merv)

## Il re dei nerds
- Titolo originale: King of the Nerds
- Diretto da: Philip Charles MacKenzie
- Scritto da: Mike Murphy e John Schwab

### Trama
Kyle ha preso una B (per la frequenza) nell'ultima pagella e riceve in regalo dal padre un palo e una palla per il tetherball. In realtà Jim non si interessa al voto (infatti Ruby ha tutte A e non riceve attenzione), vorrebbe solo che Kyle diventasse uno sportivo come lui. Ma Kyle non mostra il minimo interesse per il tetherball, al contrario è entusiasta per il supereroe giocattolo che Andy gli ha regalato e passa la giornata a giocare con lo zio. Jim, geloso, accusa Andy di star trasformando Kyle in un nerd e gli nega il permesso di portarlo con sé a una convention di fantascienza. Cheryl persuade Jim ad andare con loro in modo che passi del tempo con suo figlio. Ma, ancora una volta, Kyle preferisce stare con lo zio piuttosto che col padre, il cui disprezzo per la fantascienza lo stava mettendo in imbarazzo. Affranto e rassegnato, Jim si convince di non piacere per niente a Kyle e fa per andarsene quando Andy decide di aiutarlo: Jim e Andy si affrontano in un confronto tra cosplay, nel quale Andy interpreta Magnesia-Man (il supereroe amato da Kyle) e Jim il supercriminale. Alla fine, quest'ultimo avrà la meglio proprio grazie al figlio che gli suggerirà quali poteri usare. Tornati a casa, Jim suona l'armonica e Kyle esprime il desiderio di imparare a suonarla come lui, Jim ne è felice e insegna al figlio come si suona.
- Guest star: William Perry (se stesso), Jim Ward (annunciatore n°1 e n°3), Robb Weller (annunciatore n°2)

## La cattiva strada
- Titolo originale: I Hate the High Road
- Diretto da: Dennis Capps
- Scritto da: Sylvia Green

### Trama
Cheryl costringe Jim a fare volontariato nel tempo libero; Jim cerca di mettere alla prova l'integrità di Cheryl.
- Guest star: Patricia Belcher (signora Kretzer), Fitz Houston (poliziotto), Kelsey Crane (commessa)

## La collana stregata
- Titolo originale: Diamonds Are a Ghoul's Best Friend
- Diretto da: Jim Belushi
- Scritto da: Warren Bell e Christopher J. Nowak

### Trama
Cheryl pensa che i buoni fatti in casa da Jim per il suo compleanno non siano un vero regalo, e lo obbliga a comprarle qualcosa che valga la pena di essere chiamato regalo. Jim regala così a Cheryl una collana di diamanti di seconda mano. Pur di non comprare nulla, Jim e Andy avevano preso la collana dalla tomba di una donna e perciò vengono perseguitati dal fantasma del fidanzato della donna.
- Guest star: William Schallert (Ed), Terrell J. Ramsey (rapper fantasma), Ellen Albertini Dow (Emily Rose), Jackie Debatin (Mandy), Kristen Claire Feldman (Stacey)

## Processo celestiale
- Titolo originale: Heaven Opposed to Hell
- Diretto da: Jim Belushi
- Scritto da: John D. Beck e Ron Hart

### Trama
Dana e Ryan tornano dalla California dando la notizia che lei è incinta e contemporaneamente Andy e Mandy annunciano di volersi sposare. Jim, disinteressato come sempre, improvvisamente si strozza mangiando e soffoca.
Jim si ritrova in Paradiso (insieme all'amico Danny, morto in un incidente stradale) e deve affrontare un processo nel quale Dio (il giudice) rivaluterà i suoi meriti in vita. In caso si riveli indegno, il Diavolo (l'accusa) si prenderà la sua anima. L'avvocato di Jim è Andy (la persona che più lo ama al mondo a quanto pare), mentre l'avvocato dell'accusa è Dana (la persona che più lo disprezza al mondo). Vengono chiamati a deporre Kyle, Ruby, Gracie e Ryan (Andy aveva chiamato anche Gesù Cristo, ma Jim si oppone spaventato perché ha pronunciato il suo nome invano alla finale del Superbowl). Dal processo, riemergono molte delle malefatte di Jim nel corso della serie. Inoltre, Andy si rivela del tutto incapace come avvocato. Come ultimo tentativo, Jim chiama a difenderlo Cheryl che riesce a trovare buone azioni nella vita di Jim. Il Diavolo si fa avanti rivendicando l'anima di Jim e Dio sta per acconsentire quando Cheryl si oppone dicendo che accetta e ama il marito per quello che è. Anche gli altri prendono le difese di Jim e sono disposti ad andare all'Inferno con lui. Così, Dio gli concede un'altra possibilità e lo rimanda sulla Terra. L'episodio riparte da quando Jim si stava strozzando e stavolta si salva grazie all'intervento di Andy. A differenza degli altri, egli ricorda l'esperienza trascendentale, ma non intende cambiare comportamento (dicendo che Dio non lo vuole e il Diavolo non può accettarlo). Nel finale, si vede Jim nell'atto di mangiare la patatina con cui si era strozzato e subito dopo il sipario cala, lasciando libera interpretazione al destino finale del protagonista della serie.
- Guest star: Kimberly Williams-Paisley (Dana), Dan Aykroyd (Danny Michalski), Lee Majors (Dio), Erik Estrada (il diavolo), Mitch Rouse (Ryan), Bruce Jarchow (portiere), Jackie Debatin (Mandy), Willie Amakye (Willie), Jesse J. Donnelly (uomo), Madison Dirks (fattorino), Aidan Gonzales (Tanner), Greg Goldstein (padre dell'orfano)